# Tim de Leede
Timotheus Bernardus Maria (Tim) de Leede (Leidschendam, 25 januari 1968) is een Nederlands cricketspeler.
De Leede kwam sinds zijn vijfde uit voor de Voorburg Cricket Club. Hij speelde ook in Engeland en stopte na het WK van 2007 bij het Nederlands team als recordinternational met 237 gespeelde wedstrijden. Hierna werd hij speler-coach bij Voorburg.
Tim de Leede kwam met Oranje uit op drie A-Wereldkampioenschappen; in 1996, 2003 en 2007.